# Jülich
Jülich, (franciául: Juliers, (hollandul: Gulik), egy közepes méretű város Németországban, Észak-Rajna-Vesztfáliában, a Düren kerületben.

## Fekvése
A Bundesstraße 1-es út mellett fekvő település.

## Városrészek
Következik 16 városrész létezik:  
| - Jülich - Altenburg - Barmen - Bourheim - Broich - Daubenrath - Güsten - Kirchberg | - Koslar - Lich-Steinstraß - Mersch - Merzenhausen - Pattern - Selgersdorf - Stetternich - Welldorf (Serrest-tel) |

## Története

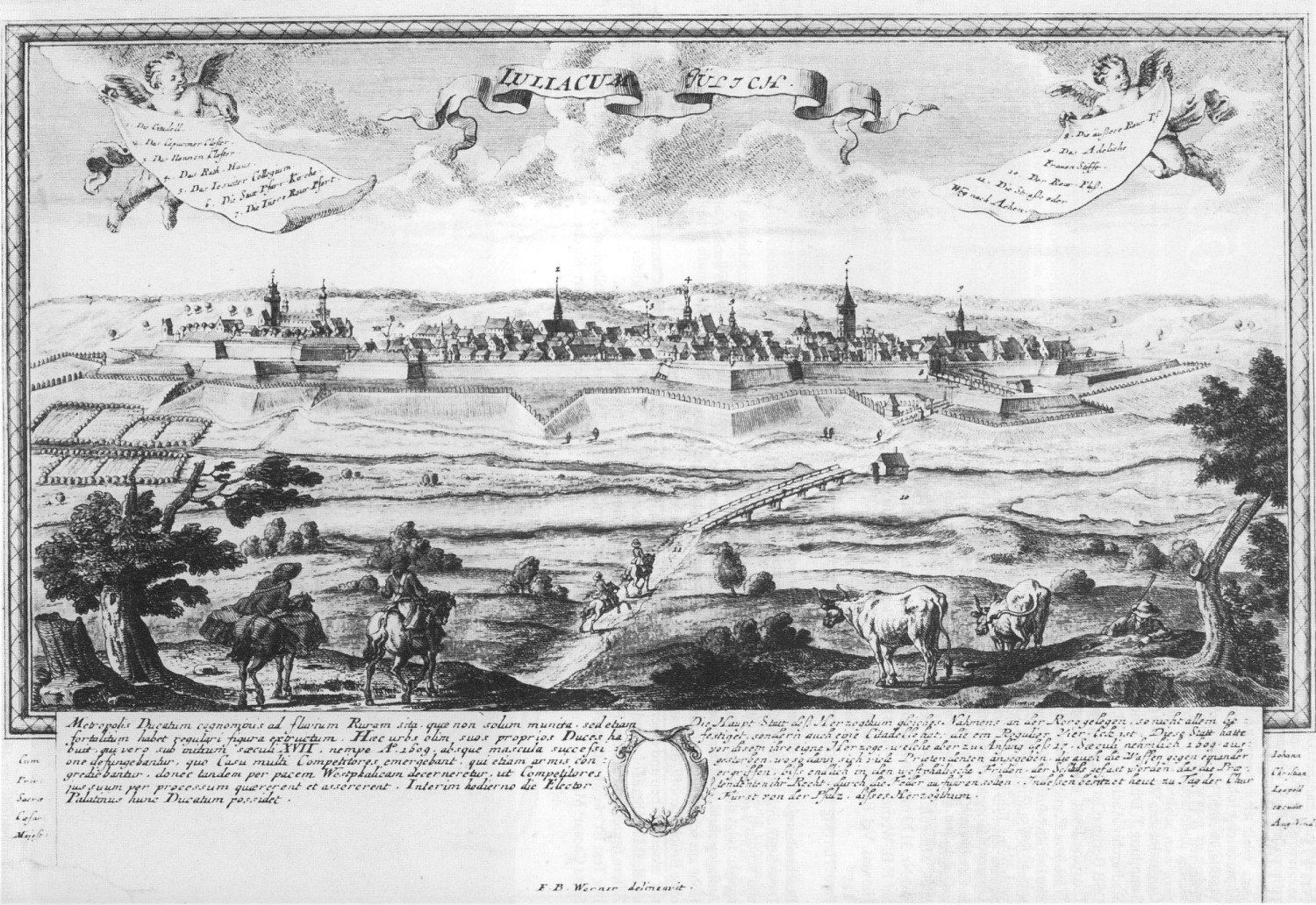
Jülich egy régi metszeten

A város az egykori Jülich hercegség központja. Eredetileg egykor Juliacum nevű római telep állt itt a Ruhr völgyén keresztül vezető fontos út mellett. Később a középkorban, 1234-ben IV. Vilmos gróf idején Jülich városi rangot kapott.
A város többször elpusztult, 1239-ben és újra 1278-ban is az itteni harcok során, de 1547-ben például tűzvész pusztította el. A város ekkor reneszánsz stílusban épült újjá Alessandro Pasqualini építész irányításával. 1423-ban Berg és Jülich hercegség része lett.
1609-ben János Vilmos halálával a Jülich hercegség családi vonala megszűnt, 1620-ban a hollandok foglalták el a várost, később a Pfalz-Neuburg-hoz tartozott, majd 1787-től Bajorországé, 1794-ben a francia csapatok foglalták el. 1801-ben a Lunéville-i béke alapján juttatott francia fennhatóság alá. 1815-ben pedig már a Porosz Királysághoz tartozott, és járási székhely is volt. A város, amely ezt követően poroszoké, majd 1822-ben a Rajnai tartomány része. Erődítményét 1860-ban rombolták le. Jülich a második világháború után Észak-Rajna-Vesztfália része lett.
A régi patinás épületekből mára jóformán semmi sem maradt. A második világháborúban teljesen lebombázták, helyén modern város épült. Jülich Barmen  nevű városrészében azonban még látható két régi lovagvár: a Haus Overbach és a Burg Kellenberg.
Ma Jülich főleg  az 1956-ban alapított világhírű Kutatóközpontjáról ismert.

## Nevezetességek

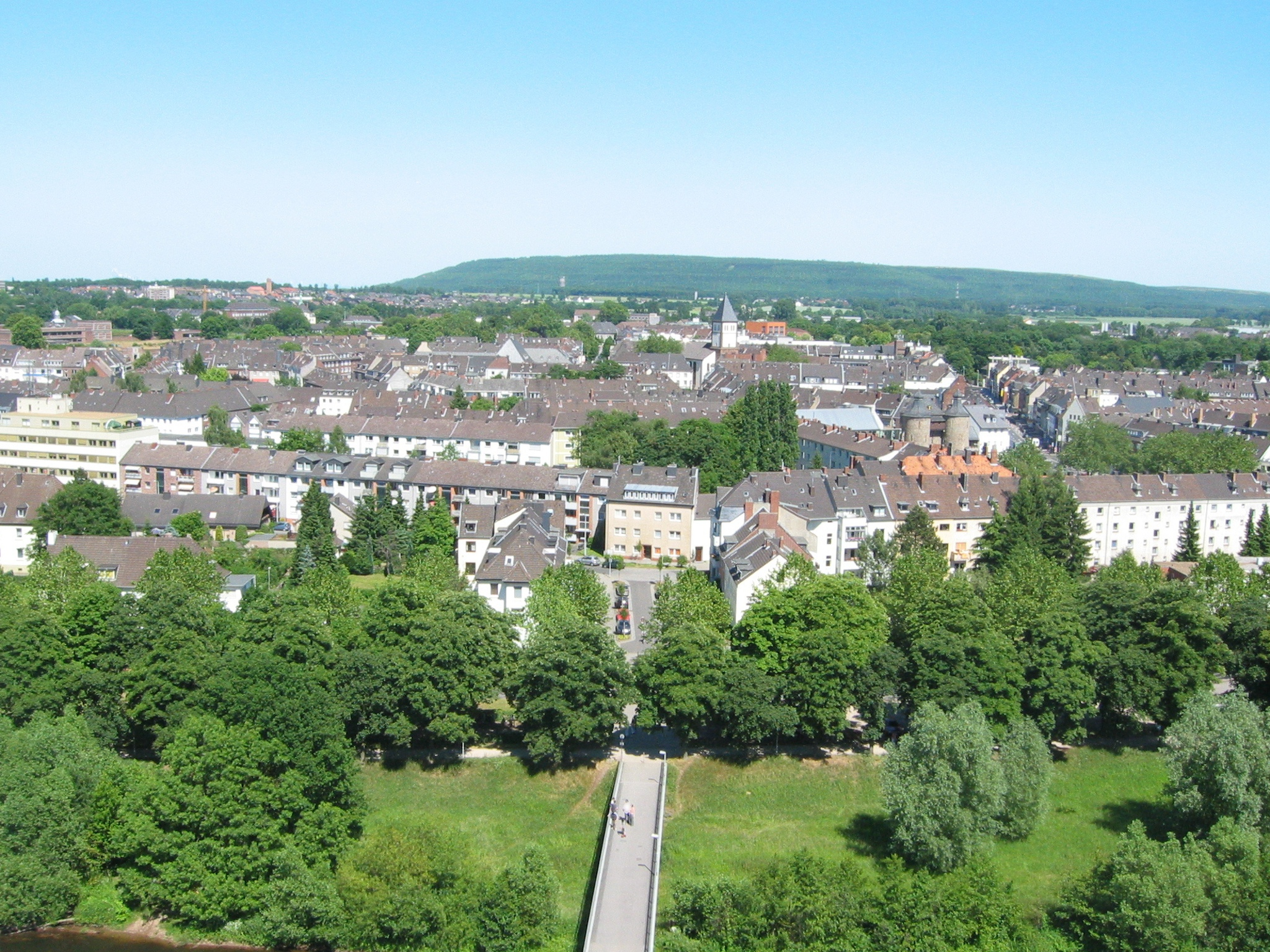
A mai városközpont, részlet

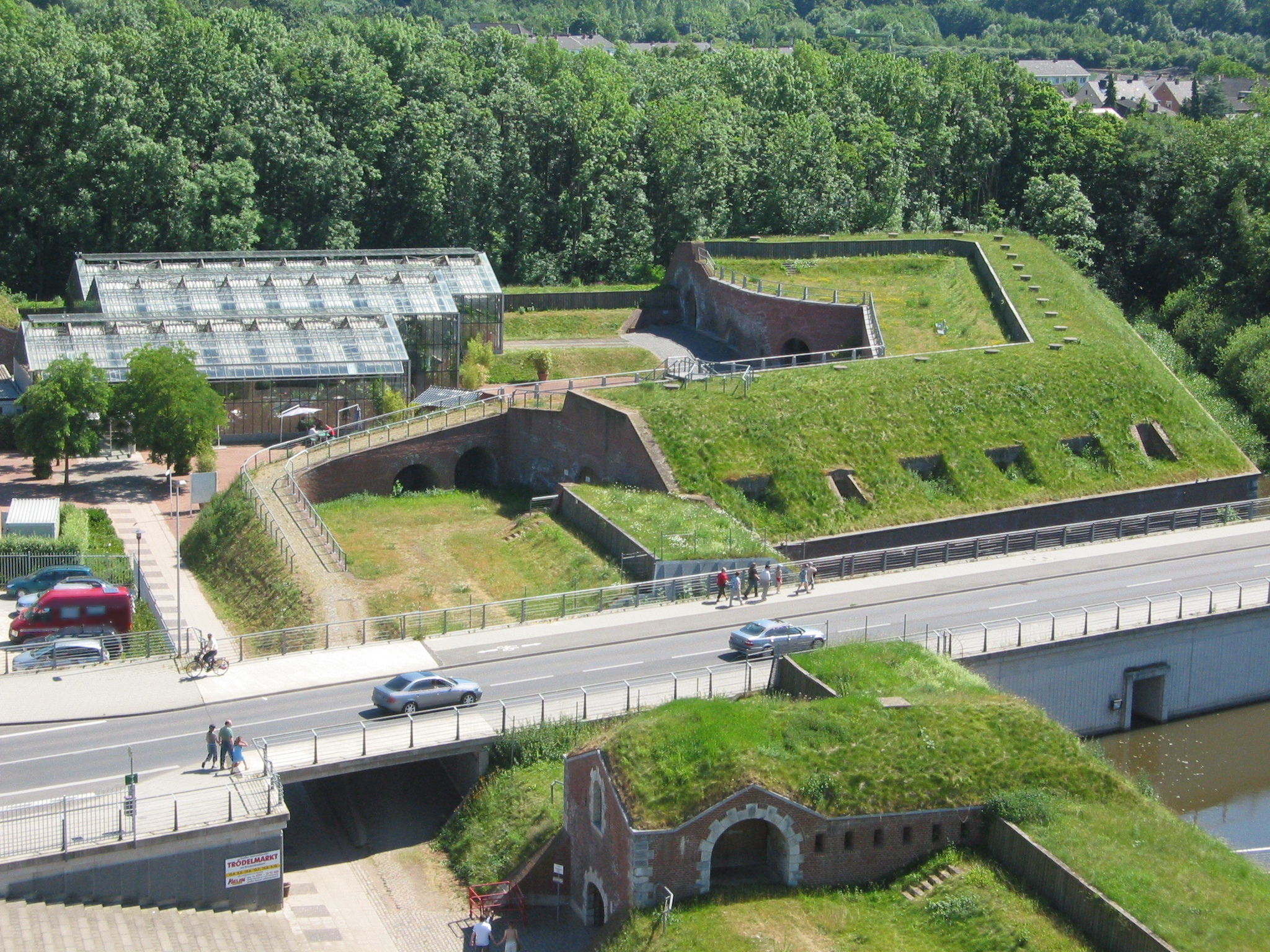

- Citadella Múzeum
- Várostörténeti Múzeum
- Aacheni kapu (Aachener Tor)
- Napóleoni hídfő
- Boszorkánytorony (Hexenturm)
- Szent Nagyboldogasszony templom
- Stommelni Krisztina ereklyéi [2]

## Itt születtek, itt éltek
- Fischer, Anton, (1840-1912) - érsek
- Fuchsius, Johann Engelbert (1754-1823) - jogász és politikus
- Groos, Otto (1882-1970) - német haditengerészeti tiszt, második világháborús admirális
- Hafke, Hans Günter, (1949-2011) - országgyűlési képviselő
- Heller, Paul (* 1971) - Jazz szaxofonos
- Nickel, Goswin (1582-1664) - jezsuita elöljáró
- Ohrem, Kai (* 1978) - színházi rendező
- Pastor, Hanns, (1917-2009) - avant-garde festő és művészeti oktató
- Zaj, Leonhard, (1813-1895) - tájképfestő és rézmetsző
- Schiffer, Herb (* 1936), művész
- Schirmer, Johann Wilhelm (1807-1863) - tájképfestő és grafikusművész
- Schmidt, J. Siegfried, (* 1940) - filozófus
- Christian Sommer (1767-1835) - német jogász és jakobinus (Mersch-ben született)
- Schregel, Joseph (1865-1946) - költő
- Stock, Friedrich August (1872-1942) - hegedűművész, zeneszerző, karmester
- von Lindequist, Oskar, (1838-1915) - királyi porosz tábornagy
- Witting, Carl, (1823-1917) - zeneszerző és zenei igazgató

## Galéria

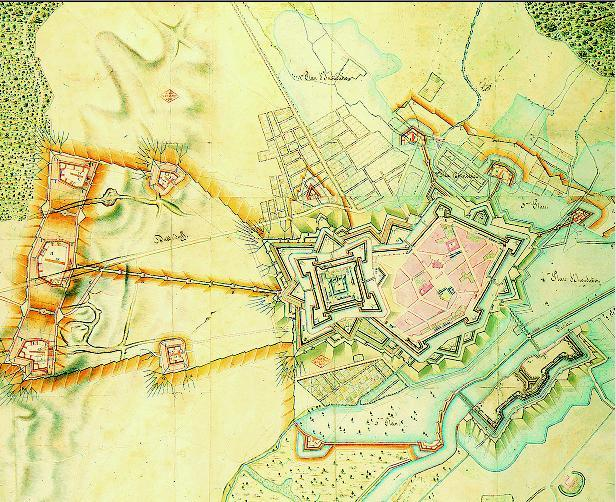
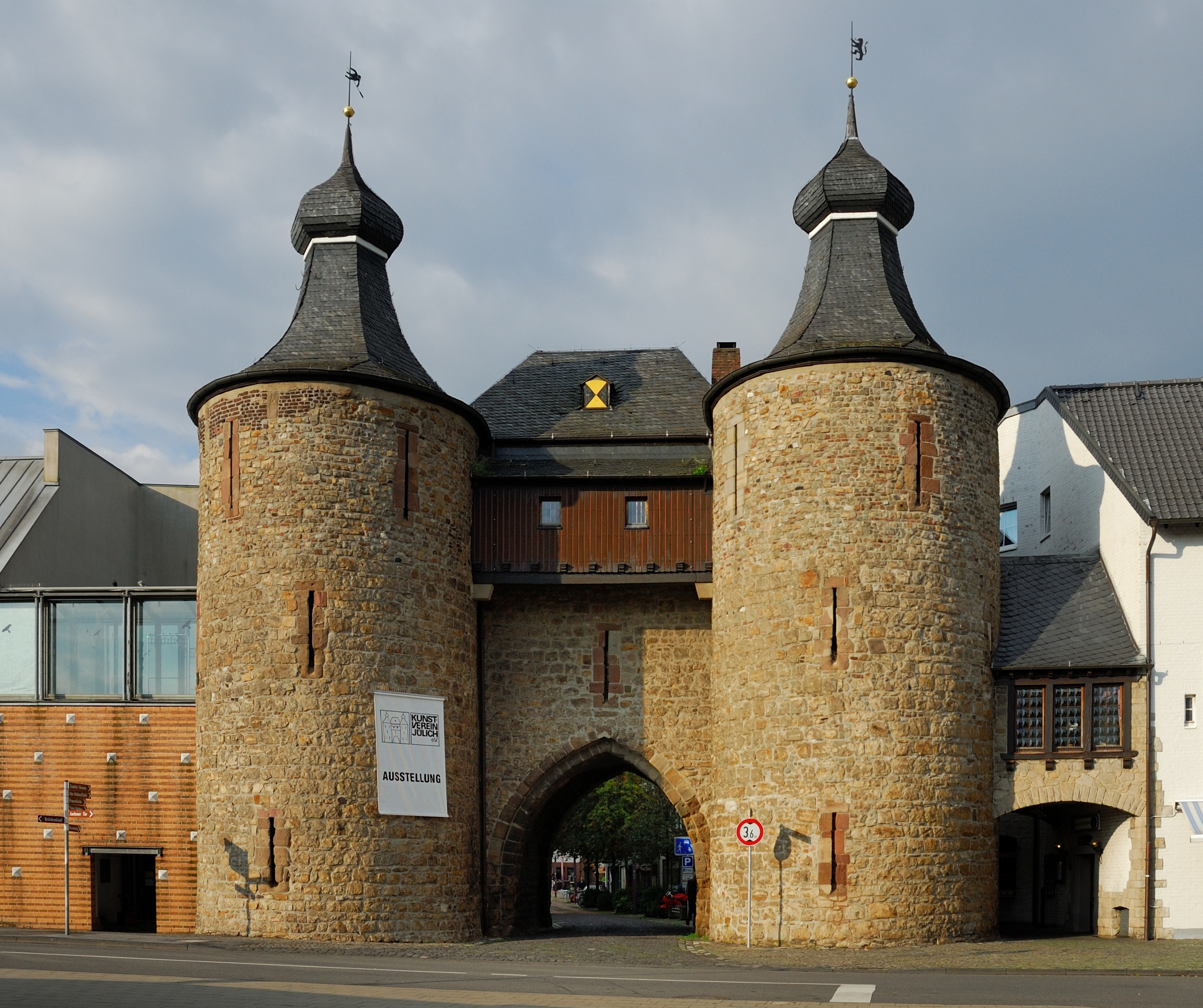
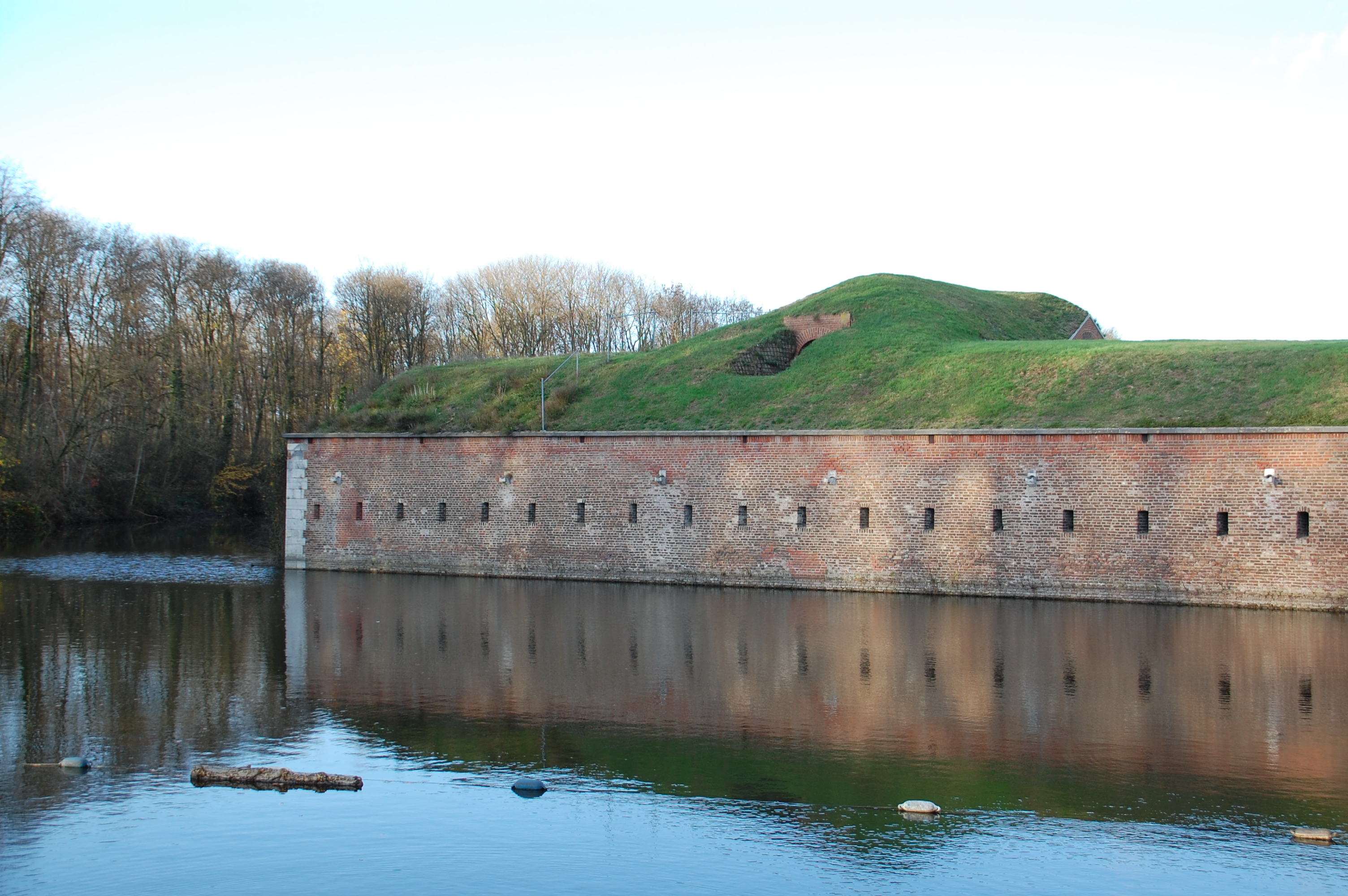
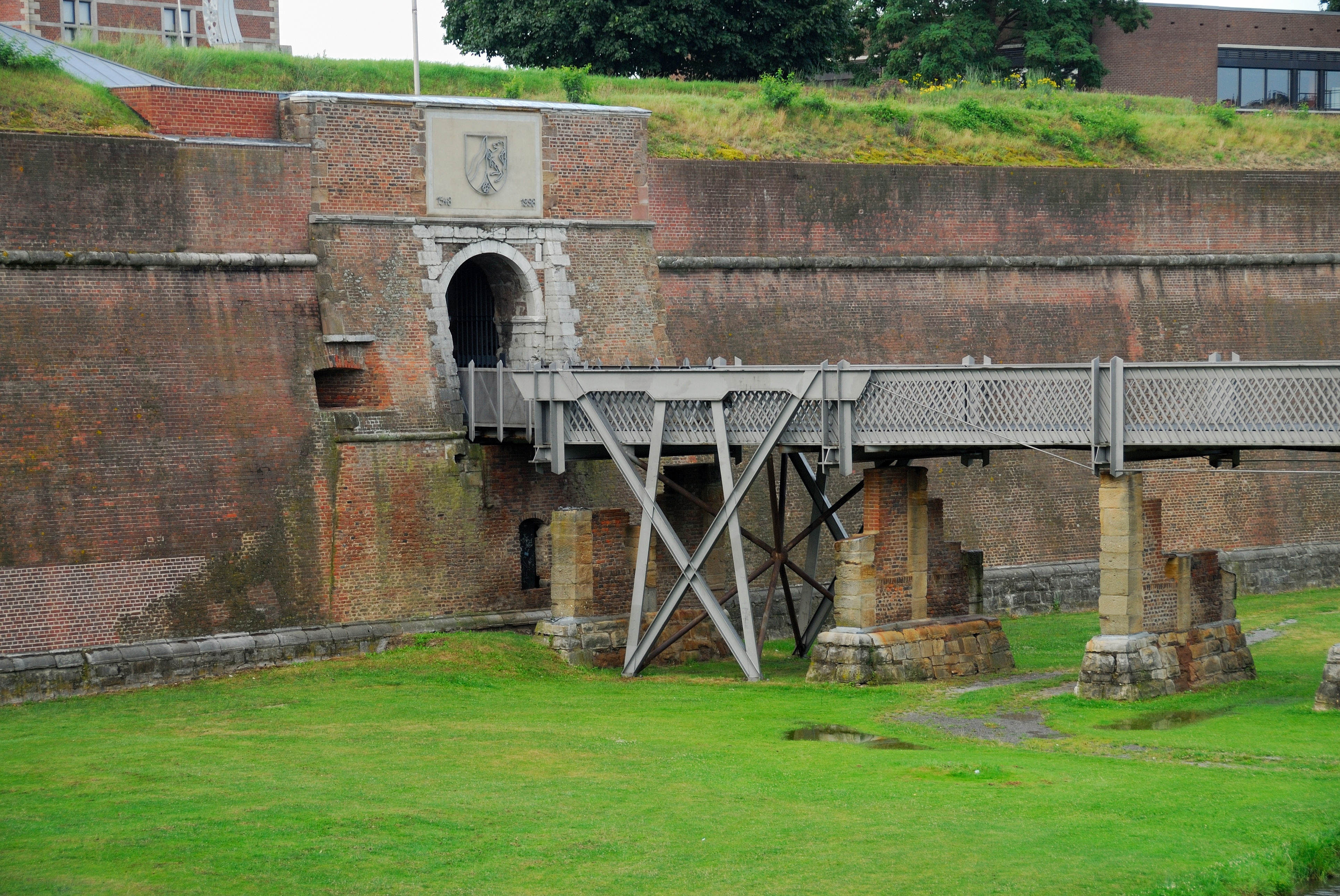
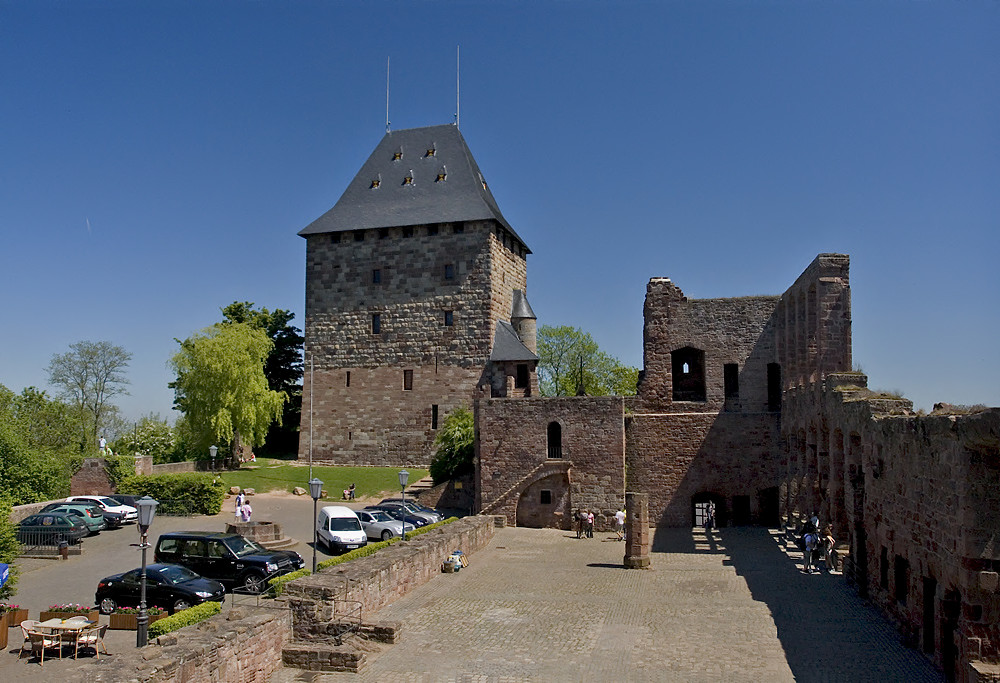
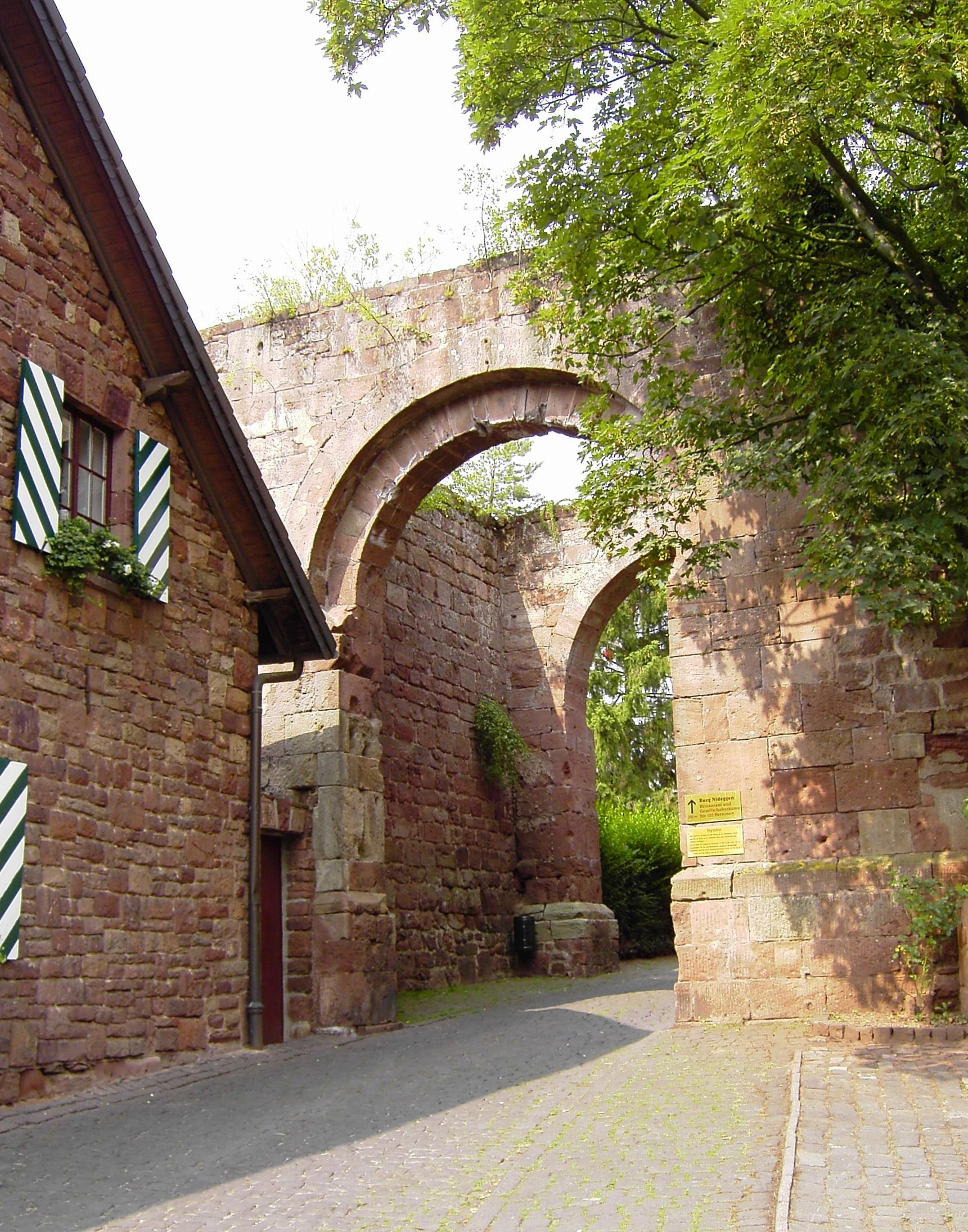
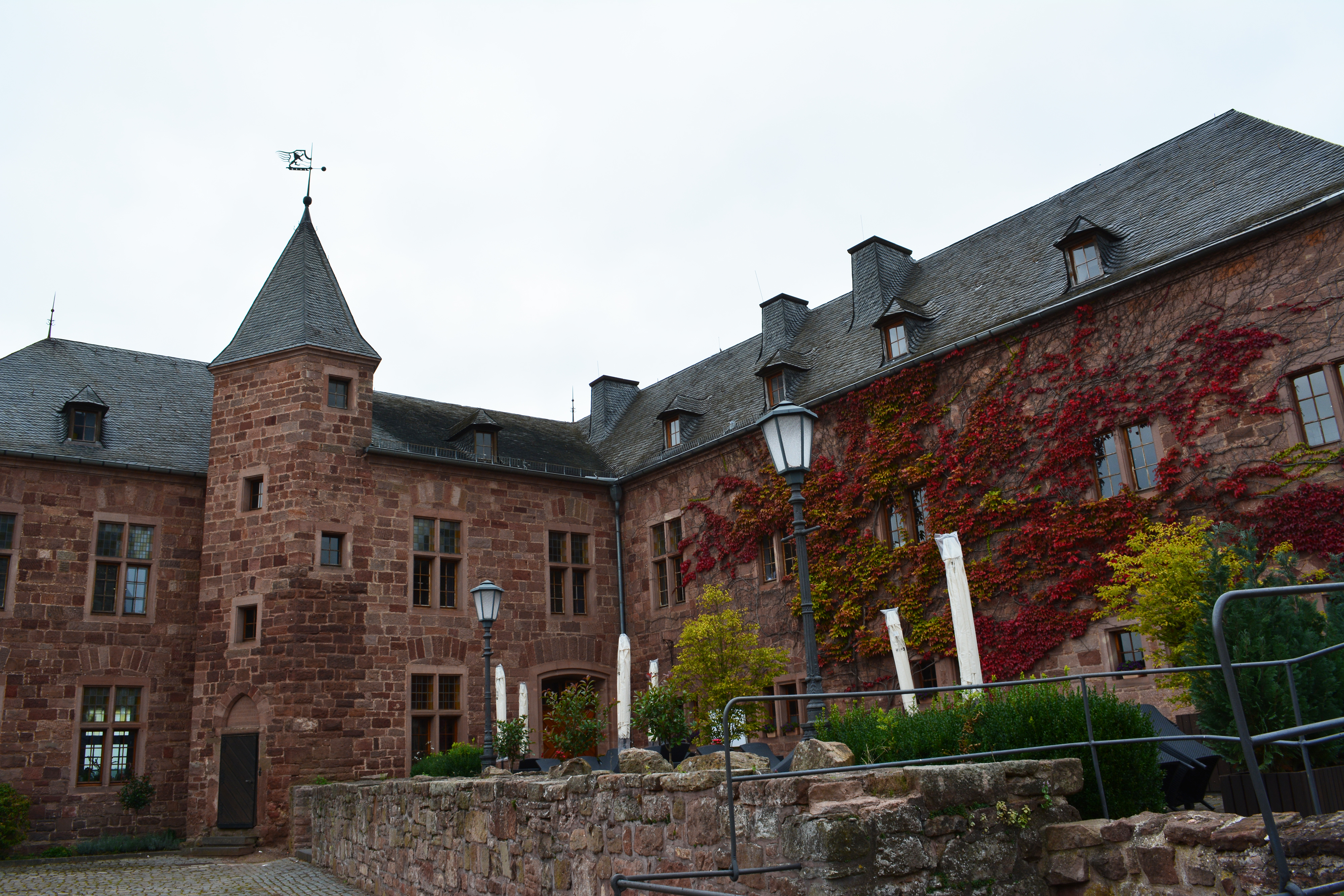
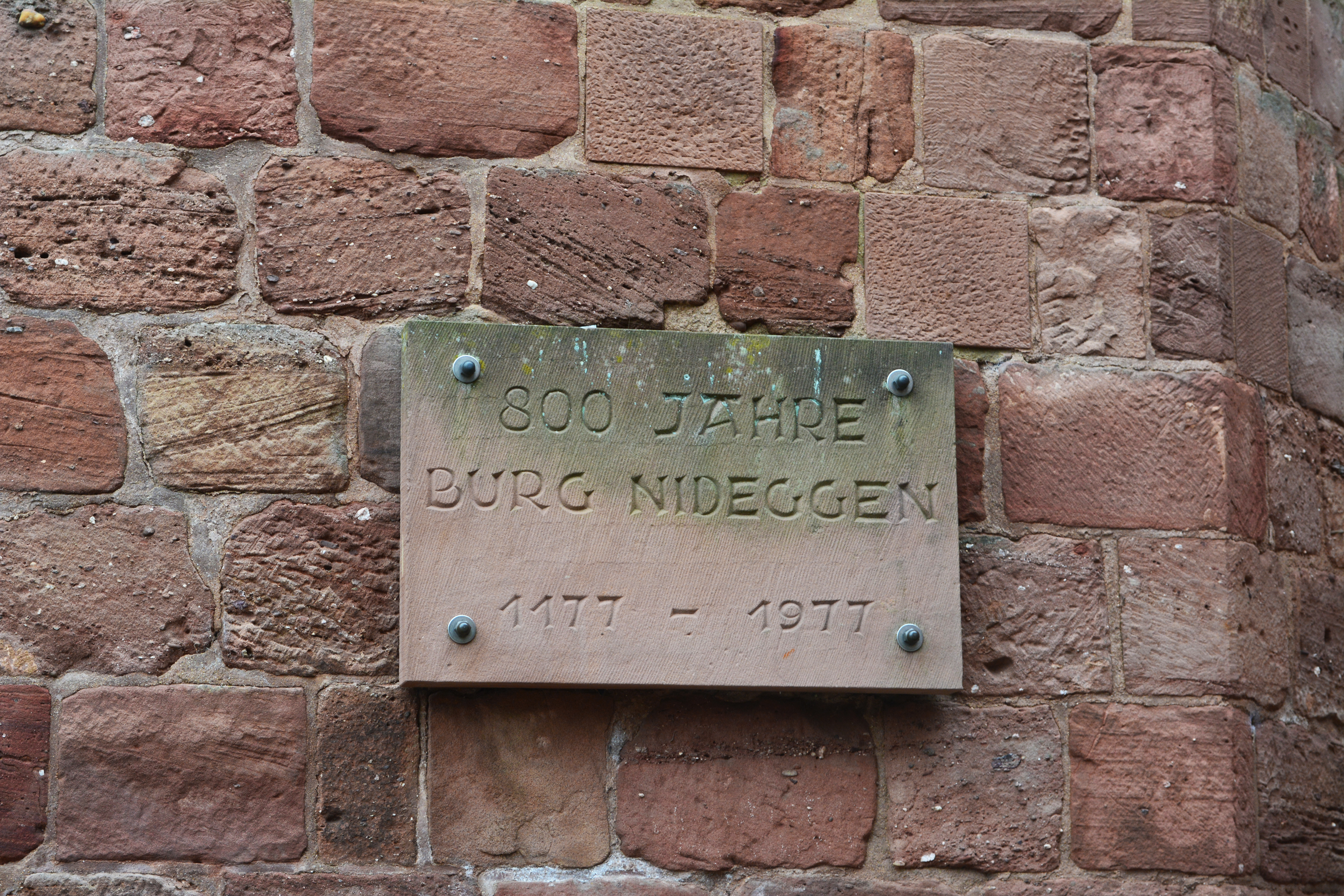
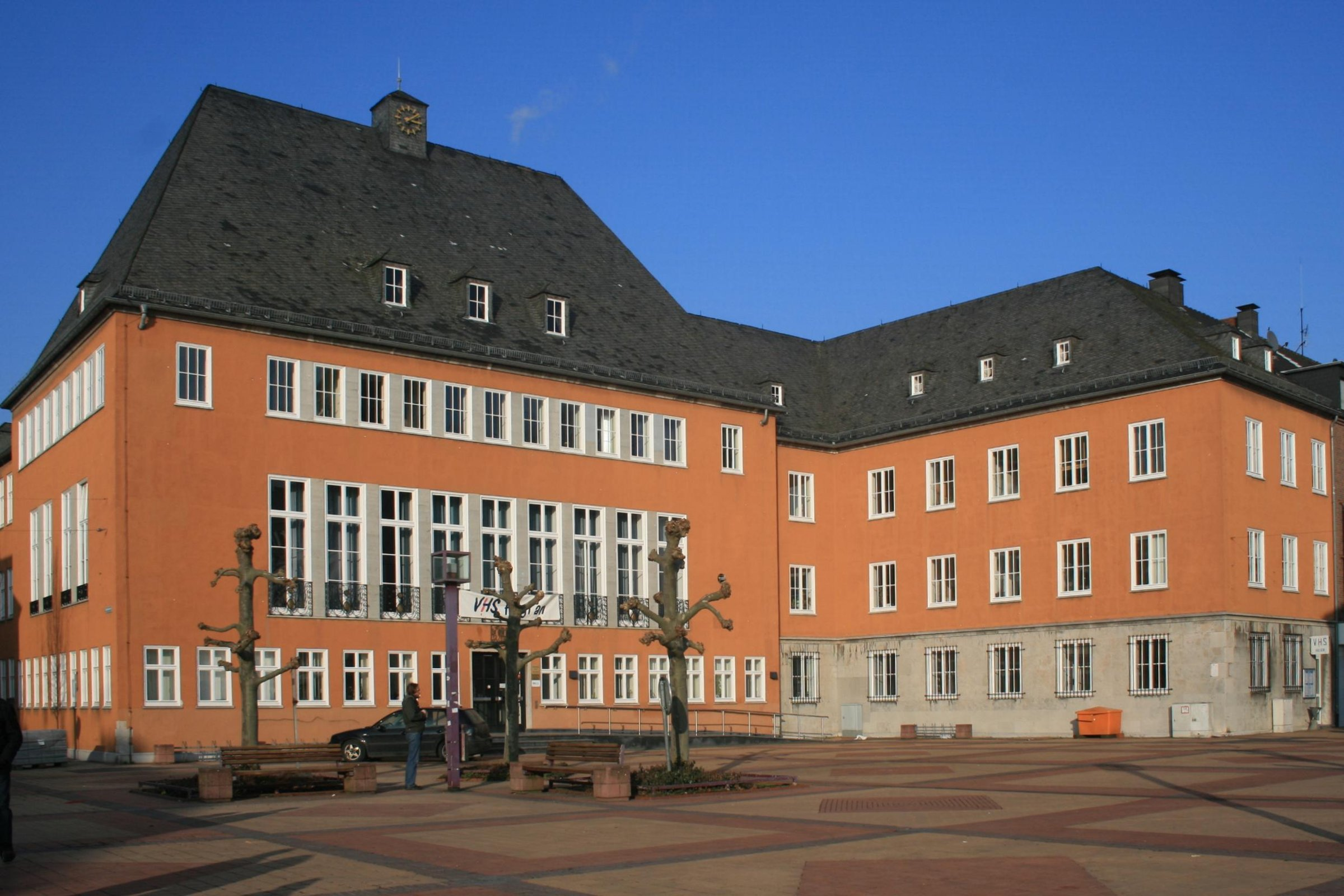
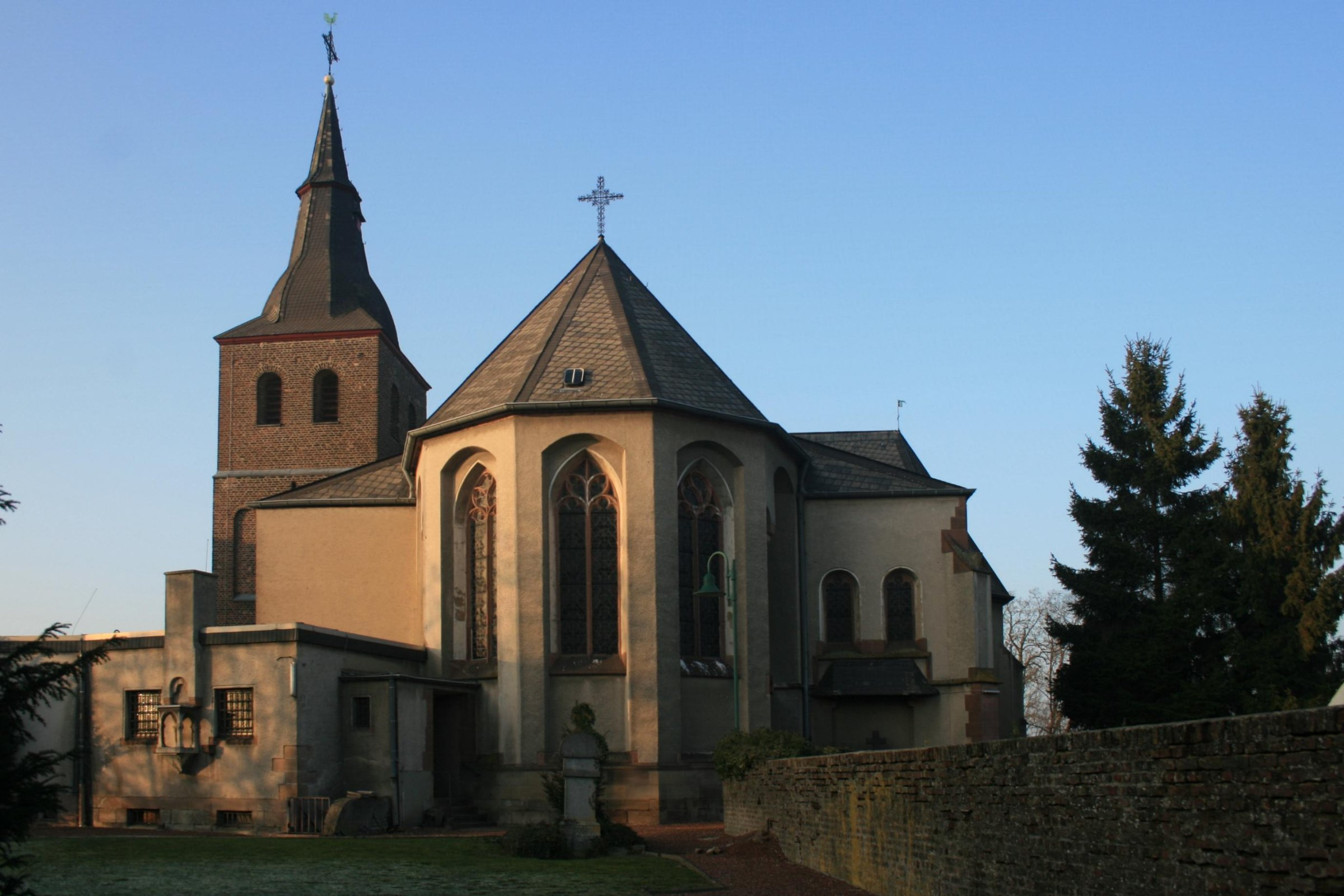
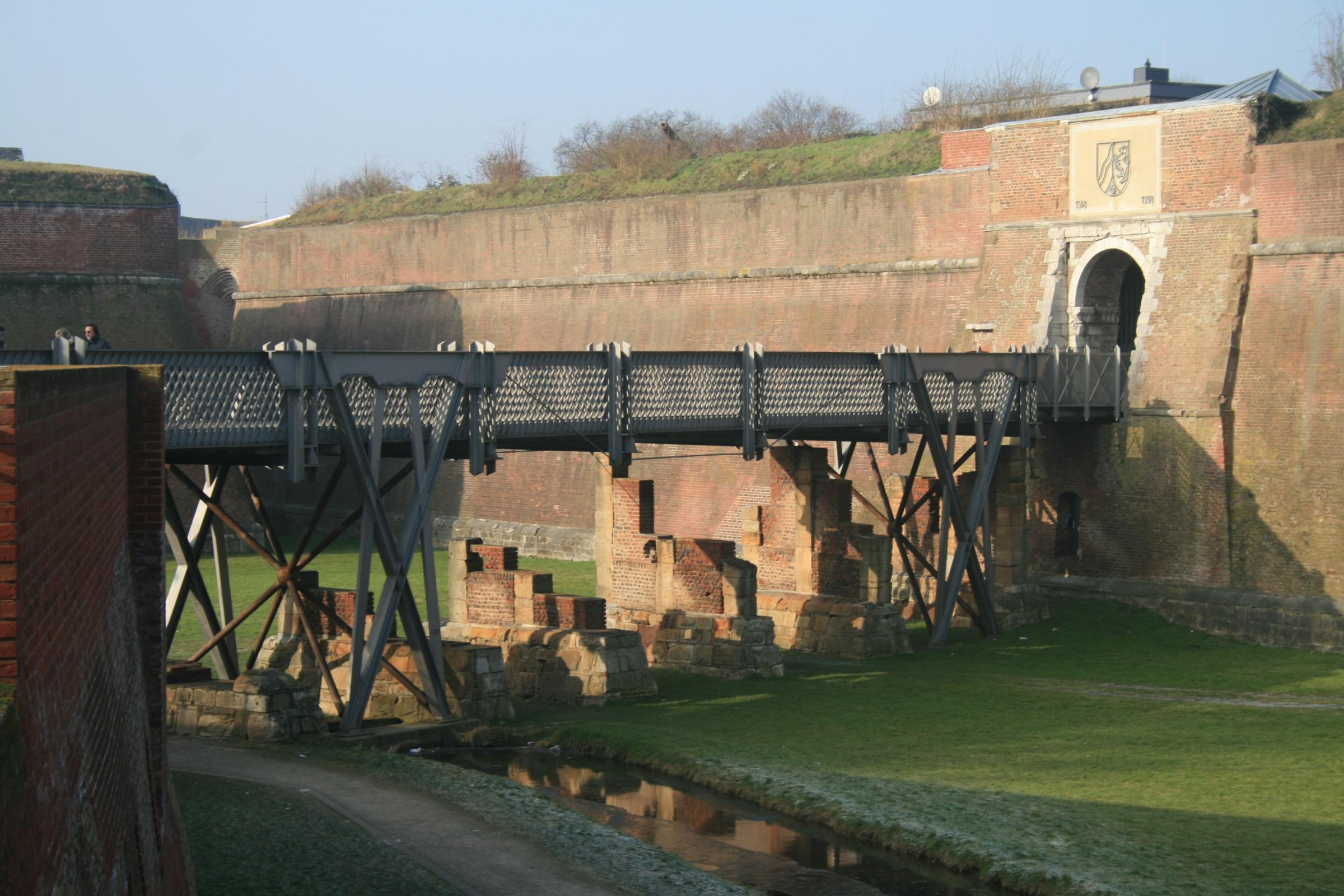
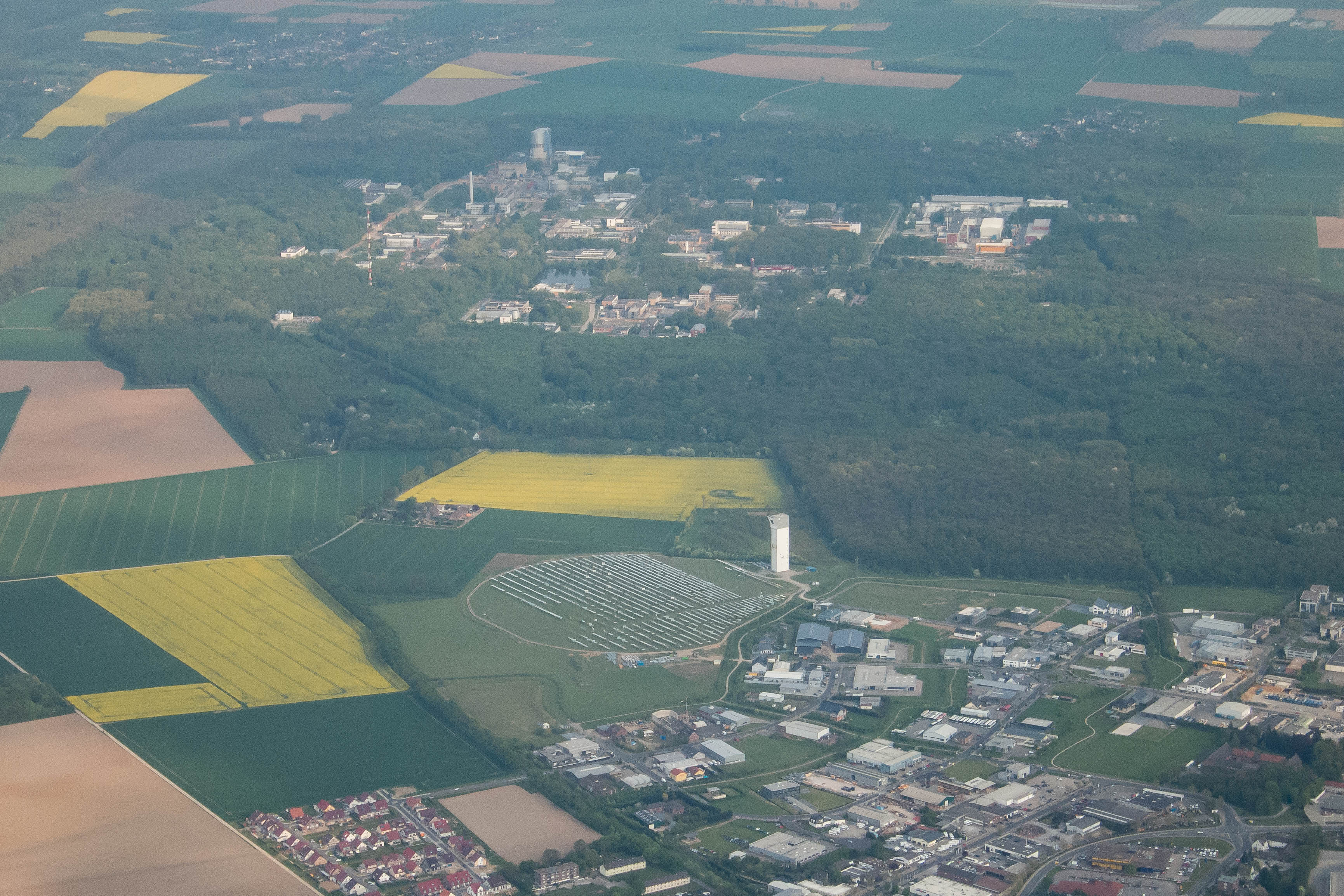